# Oligodon brevicauda
Oligodon brevicauda este o specie de șerpi din genul Oligodon, familia Colubridae, descrisă de Albert Günther în anul 1862. Conform Catalogue of Life specia Oligodon brevicauda nu are subspecii cunoscute.

## Galerie

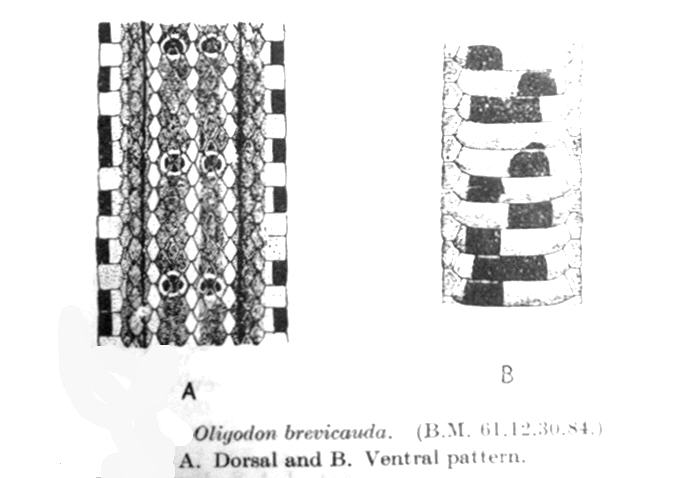